# Tootsie (musical)
Tootsie es un musical basado en la película homónima de 1982, con canciones de David Yazbek y libreto de Robert Horn. Su trama central gira en torno a Michael Dorsey, un arrogante actor sin empleo que decide hacerse pasar por mujer para conseguir un papel en un espectáculo de Broadway. Bajo esta nueva identidad, Michael logra ganarse el respeto y la admiración de todos, especialmente de su compañera de reparto Julie Nichols, de quien se enamora en secreto. Sin embargo, mantenerse en la cima no es tarea fácil y, tarde o temprano, Michael tendrá que enfrentarse a las consecuencias de sus acciones.
Tras un periodo de prueba en Chicago, Tootsie debutó el 23 de abril de 2019 en el Marquis Theatre de Broadway, con Santino Fontana al frente del elenco, y permaneció en cartel durante nueve meses, obteniendo varios reconocimientos entre los que se incluyen dos premios Tony. Desde entonces también ha podido verse en diferentes ciudades a lo largo de todo el mundo, así como de gira por EE. UU. y otros territorios.

## Desarrollo
A mediados de 2012, Sony Pictures Entertainment anunció un acuerdo con el productor Scott Sanders 
para adaptar a los escenarios de Broadway algunas de las películas del estudio, incluyendo una versión musical de Tootsie que llevaba años en proceso de desarrollo. Bajo el título provisional de Dollface, esta propuesta ya había alcanzado cierta notoriedad cuando el compositor Walter Afanasieff y el letrista David Zippel interpusieron una demanda por despido improcedente tras haber sido apartados del proyecto. En abril de 2016, David Yazbek reveló en una entrevista que estaba trabajando en la partitura de Tootsie y que Robert Horn sería el responsable de escribir el libreto. La primera lectura dramatizada tuvo lugar el 8 de junio de 2017 en los New 42 Studios de Nueva York, con Santino Fontana como protagonista y Scott Ellis a cargo de la dirección. En enero de 2018, Scott Sanders confirmó que el espectáculo celebraría su première mundial en el Cadillac Palace Theatre de Chicago antes de dar el salto a Broadway.

## Producciones
| Producción      | Teatro                  | Fecha de estreno         | Fecha de cierre       | Funciones | Dirección       |
| Chicago         | Cadillac Palace Theatre | 11 de septiembre de 2018 | 14 de octubre de 2018 |           | Scott Ellis     |
| Broadway        | Marquis Theatre         | 23 de abril de 2019      | 5 de enero de 2020    | 293       | Scott Ellis     |
| Gira en EE. UU. | Varios                  | 10 de octubre de 2021    | 25 de junio de 2023   | 496       | Scott Ellis     |
| Buenos Aires    | Teatro Lola Membrives   | 16 de marzo de 2023      | 29 de octubre de 2023 | 412       | Mariano Demaría |
| Buenos Aires    | Teatro Lola Membrives   | 11 de enero de 2024      | 27 de octubre de 2024 | 412       | Mariano Demaría |
| Barcelona       | Teatre Apolo            | 10 de octubre de 2025    |                       |           | Bernabé Rico    |

Otras producciones
Tootsie se ha representado en países como Alemania, Argentina, Estados Unidos, Italia o Japón, y ha sido traducido a varios idiomas diferentes.

## Números musicales
| Acto I - «Overture» - «Opening Number» - «Whaddya Do» - «What's Gonna Happen» - «Whaddya Do (Reprise)» - «I Won't Let You Down» - «I'm Alive» - «There Was John» - «I Like What She's Doing» - «Who Are You?» - «What's Gonna Happen (Reprise)» - «Unstoppable» | Acto II - «Entr'acte» - «Jeff Sums It Up» - «Gone, Gone, Gone» - «Who Are You? (Reprise)» - «This Thing» - «Whaddya Do (Reprise)» - «The Most Important Night» - «Talk to Me Dorothy» - «Arrivederci!» - «What's Gonna Happen (Reprise)» - «Thank You» |

## Repartos originales
| Personaje      | Chicago (2018)     | Broadway (2019)    | Gira en EE. UU. (2021)    | Buenos Aires (2023) | Barcelona (2025)   |
| Michael Dorsey | Santino Fontana    | Santino Fontana    | Drew Becker               | Nicolás Vázquez     | Ivan Labanda       |
| Julie Nichols  | Lilli Cooper       | Lilli Cooper       | Ashley Alexandra          | Julieta Nair Calvo  | Diana Roig         |
| Jeff Slater    | Andy Grotelueschen | Andy Grotelueschen | Jared David Michael Grant | Diego Hodara        | Ricky Mata         |
| Sandy Lester   | Sarah Stiles       | Sarah Stiles       | Payton Reilly             | Maida Andrenacci    | Berta Butinyà      |
| Max Van Horn   | John Behlmann      | John Behlmann      | Lukas James Miller        | Francisco Andrade   | Héctor Vázquez     |
| Ron Carlisle   | Reg Rogers         | Reg Rogers         | Adam du Plessis           | Leo Trento          | José Luis Mosquera |
| Rita Marshall  | Julie Halston      | Julie Halston      | Kathy Halenda             | Vivian El Jaber     | Beàlia Guerra      |
| Stan Fields    | Michael McGrath    | Michael McGrath    | Steve Brustien            | David Masajnik      | José Luis Mosquera |

## Grabaciones
Hasta la fecha solo se ha editado el álbum grabado por el elenco original de Broadway, que salió a la venta el 7 de junio de 2019 e incluye un total de veintidós pistas.

## Premios y nominaciones

### Producción original de Broadway
| Año  | Premio                               | Categoría                               | Nominado                        | Resultado |
| ---- | ------------------------------------ | --------------------------------------- | ------------------------------- | --------- |
| 2019 | Tony Award                           | Mejor musical                           | Mejor musical                   | Nominado  |
| 2019 | Tony Award                           | Mejor libreto de un musical             | Robert Horn                     | Ganador   |
| 2019 | Tony Award                           | Mejor música original                   | David Yazbek                    | Nominado  |
| 2019 | Tony Award                           | Mejor dirección en un musical           | Scott Ellis                     | Nominado  |
| 2019 | Tony Award                           | Mejor actor principal en un musical     | Santino Fontana                 | Ganador   |
| 2019 | Tony Award                           | Mejor actor de reparto en un musical    | Andy Grotelueschen              | Nominado  |
| 2019 | Tony Award                           | Mejor actriz de reparto en un musical   | Lilli Cooper                    | Nominada  |
| 2019 | Tony Award                           | Mejor actriz de reparto en un musical   | Sarah Stiles                    | Nominada  |
| 2019 | Tony Award                           | Mejor diseño de vestuario en un musical | William Ivey Long               | Nominado  |
| 2019 | Tony Award                           | Mejor coreografía                       | Denis Jones                     | Nominado  |
| 2019 | Tony Award                           | Mejores orquestaciones                  | Simon Hale                      | Nominado  |
| 2019 | Outer Critics Circle Award           | Mejor musical de Broadway nuevo         | Mejor musical de Broadway nuevo | Nominado  |
| 2019 | Outer Critics Circle Award           | Mejor libreto de un musical             | Robert Horn                     | Ganador   |
| 2019 | Outer Critics Circle Award           | Mejor música nueva                      | David Yazbek                    | Nominado  |
| 2019 | Outer Critics Circle Award           | Mejor dirección en un musical           | Scott Ellis                     | Nominado  |
| 2019 | Outer Critics Circle Award           | Mejor coreografía                       | Denis Jones                     | Nominado  |
| 2019 | Outer Critics Circle Award           | Mejor diseño de vestuario               | William Ivey Long               | Nominado  |
| 2019 | Outer Critics Circle Award           | Mejor actor en un musical               | Santino Fontana                 | Ganador   |
| 2019 | Outer Critics Circle Award           | Mejor actor de reparto en un musical    | John Behlmann                   | Nominado  |
| 2019 | Outer Critics Circle Award           | Mejor actor de reparto en un musical    | Reg Rogers                      | Nominado  |
| 2019 | Outer Critics Circle Award           | Mejor actriz de reparto en un musical   | Sarah Stiles                    | Nominada  |
| 2019 | New York Drama Critics' Circle Award | Mejor musical                           | Mejor musical                   | Ganador   |
| 2019 | Drama Desk Award                     | Mejor musical                           | Mejor musical                   | Nominado  |
| 2019 | Drama Desk Award                     | Mejor actor en un musical               | Santino Fontana                 | Ganador   |
| 2019 | Drama Desk Award                     | Mejor actriz de reparto en un musical   | Sarah Stiles                    | Nominada  |
| 2019 | Drama Desk Award                     | Mejor dirección en un musical           | Scott Ellis                     | Nominado  |
| 2019 | Drama Desk Award                     | Mejor coreografía                       | Denis Jones                     | Nominado  |
| 2019 | Drama Desk Award                     | Mejor música                            | David Yazbek                    | Ganador   |
| 2019 | Drama Desk Award                     | Mejores letras                          | David Yazbek                    | Ganador   |
| 2019 | Drama Desk Award                     | Mejor libreto de un musical             | Robert Horn                     | Ganador   |
| 2019 | Drama Desk Award                     | Mejor diseño de vestuario en un musical | William Ivey Long               | Nominado  |
| 2019 | Drama Desk Award                     | Mejor diseño de sonido en un musical    | Brian Ronan                     | Nominado  |
| 2019 | Drama Desk Award                     | Mejor diseño de peluquería              | Paul Huntley                    | Nominado  |
| 2019 | Drama League Award                   | Mejor producción de un musical          | Mejor producción de un musical  | Nominado  |
| 2019 | Drama League Award                   | Mejor intérprete                        | Santino Fontana                 | Nominado  |